# フェルディナント・フォン・ブレドウ

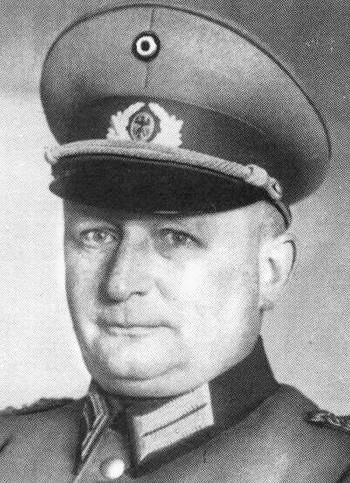
ブレドウ

フェルディナント・フォン・ブレドウ（Ferdinand von Bredow, 1884年5月16日–1934年6月30日または7月1日）は、ドイツの軍人。最終階級は陸軍少将。1934年の「長いナイフの夜」事件でナチスにより粛清された。

## 経歴
ブランデンブルク地方の旧貴族の家系に、ノイルッピンに生まれる。一族の伝統に則って軍人への道を進む。
1912年から1914年に陸軍大学で学び、1914年に始まった第一次世界大戦では西部戦線に従軍、鉄十字章やホーエンツォレルン家勲章を受章した。
戦後はヴァイマル共和国軍に採用される。1925年以降、国防省の防諜部に所属する。
1932年、国防省官房長に就任し、同職から国防相に就任したクルト・フォン・シュライヒャー将軍の補佐役となった。これにより国防省諜報部の他シュライヒャーの個人的な情報組織も統率することになった。
1933年はじめに少将に昇進。同年1月、アドルフ・ヒトラーらによるシュライヒャー内閣に対する倒閣運動を阻止すべく、オイゲン・オットやクルト・フォン・ハンマーシュタイン＝エクヴォルトといった軍高官とクーデターを画策した。しかしシュライヒャー自身がこの計画に賛同せず、シュライヒャー内閣は退陣し1月28日にヒトラーに対しヒンデンブルク大統領から組閣要請が下された。1月30日にヒトラーが首相に就任すると、2月1日には早くもブレドウは更迭され、ヴァルター・フォン・ライヒェナウが後任となった。
1934年1月、パリに赴こうとしたが、ベルリン駐在のフランスおよびイギリスの駐在武官から不審な紹介状を受け取っていたとして国境でドイツ警察に逮捕され、国際問題になりかかった。しかしヴェルナー・フォン・ブロンベルク国防相の命令で釈放された。その数週間後、フランスにある反ナチスの出版社が『ある将軍の日記』と題する匿名著者による書籍を出版したが、ナチス首脳はこの匿名の将軍はブレドウに違いないと疑った。

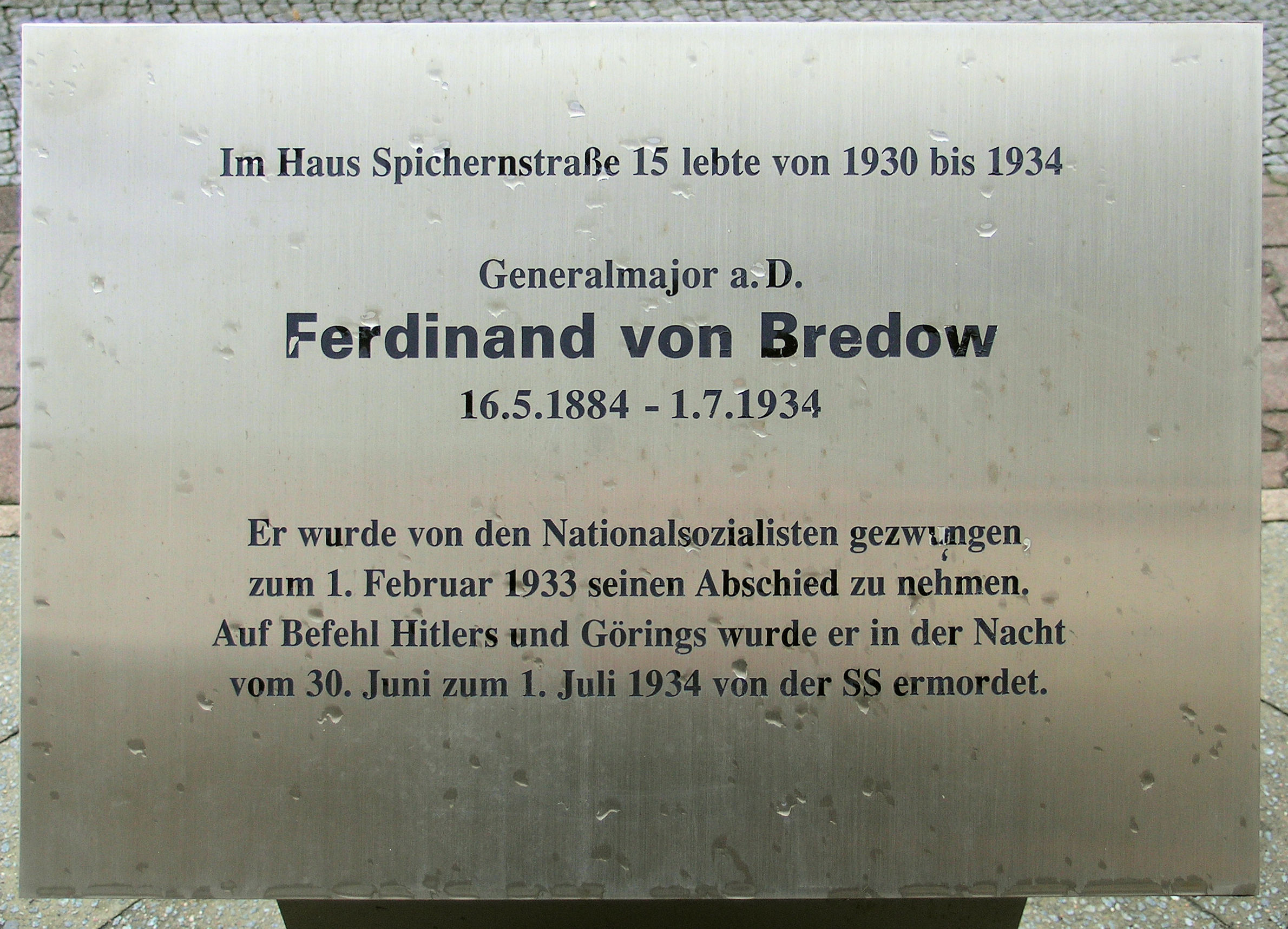
ベルリン・ヴィルマースドルフのブレドウのかつての住所にある記念プレート

「長いナイフの夜」事件の起きた1934年6月30日、親衛隊員がブレドウを拘束し、ベルリン・リヒターフェルデにある親衛隊宿舎に拉致した。到着した時には既に死亡していたという。頭部には二発の銃創があった。ブレドウの息子カール・ハッソ・フォン・ブレドウは、父の死後毎月150ライヒスマルクの養育支援金を受け取った。
ブレドウがナチスにより粛清された理由は、研究によりさまざまに推測されている。以前は防諜部での経歴がナチスにとって脅威だったためと信じられていた。一方でナチスの有力者ヘルマン・ゲーリングの個人的理由が原因であったという説もある。1932年11月、ゲーリングはブレドウと会談し、ドイツ航空省の設置と、（ヒトラーではなく）自分が首相に就任してもよいと申し出ていた。ヒトラーの首相就任後、かつての自分の企てを知っているブレドウが自己の保身に脅威と感じ、殺害を命じたのだという。

## 文献
- Irene Strenge: Ferdinand von Bredow. Notizen vom 20.2.1933 bis 31.12.1933. Tägliche Aufzeichnungen vom 1.1.1934 bis 28.6.1934 (Zeitgeschichtliche Forschungen Band 39), Verlag Duncker & Humblot GmbH, Berlin 2009, ISBN 978-3-428-12960-7 (Print), 978-3-428-52960-5 (E-Book)

## 註
1. ↑  Der Furcht so fern, dem Tod so nah'In: Der Spiegel 20/1957, S. 20ff（PDFファイル・ドイツ語）